# Lo spietato (film 1957)
Lo spietato (The Hard Man) è un film del 1957 diretto da George Sherman.
È un western statunitense con Guy Madison, Valerie French e Lorne Greene. È basato sul romanzo seriale The Hard Man di Leo Katcher pubblicato nel 1956.

## Produzione
Il film, diretto da George Sherman su una sceneggiatura e un soggetto di Leo Katcher, fu prodotto da Helen Ainsworth per la Romson Productions e girato dal 13 al 28 maggio 1957.

## Distribuzione
Il film fu distribuito con il titolo The Hard Man negli Stati Uniti nel dicembre 1957 al cinema dalla Columbia Pictures.
Altre distribuzioni:
- in Svezia il 26 dicembre 1957 (Den hårde sheriffen)
- in Germania Ovest l'11 aprile 1958 (Reif für den Galgen)
- in Austria nel 1959 (Reif für den Galgen)
- in Norvegia il 1º aprile 1963
- in Brasile (Desforra Fatal)
- in Spagna (Un hombre duro)
- in Italia (Lo spietato)

## Promozione
La tagline è: «He's Got the Southwest...Over a Gun-Barrel!».